# Michell Orozco
Michell Orozco López (El Doncello, Caquetá, 3 de octubre de 2000) es una actriz colombiana de televisión, conocida por interpretar a Lady Tabares en la serie de televisión colombiana Lady, la vendedora de rosas y por interpretar a Manuela Acuña en Cumbia Ninja.

## Biografía
Michell inició su carrera desde muy joven a los 10 años de edad en la televisión en la serie de Escobar, el patrón del mal para Caracol Televisión, más tarde aparece en la serie de Lilo Vilaplana El capo producida por Fox Telecolombia para RCN Televisión, Josefina en la cocina y los tres caínes. 
En el 2013, hace el papel de Manuela Acuña en la serie colombiana Cumbia Ninja durante sus tres temporadas.
En el 2015 regresa a la televisión en la telenovela Lady, la vendedora de rosas historia que narra la vida de Lady Tabares conocida por ser la protagonista de la exitosa película colombiana La vendedora de rosas, Michell interpretó a Lady Tabares en su etapa de niñez.
En el 2016 interpreta a Adriana Eslava en la serie La niña para Caracol Televisión.
En 2020 participó en Noobees interpretó a Oritzo
En 2020 participó en La Nocturna 2 interpretando a Karen Tacha.
El 15 de junio de 2023 contrae matrimonio con su esposo Camilo Henao

## Filmografía

### Televisión
| Año       | Título                           | Personaje             | Canal              |
| --------- | -------------------------------- | --------------------- | ------------------ |
| 2024-2025 | Darío Gómez, el rey del despecho | Silvia Arcila (joven) | Prime Vídeo        |
| 2024      | Klass 95                         | Dulce Marina Duarte   | Caracol Televisión |
| 2023      | Tía Alison                       | Kimberly              | Canal RCN          |
| 2023      | La vida después del reality      | Sara                  | Prime Vídeo        |
| 2020      | La Nocturna 2                    | Karen Tacha           | Caracol Televisión |
| 2020      | Noobees                          | Oritzó                | Nickelodeon        |
| 2018      | Sinergia                         |                       | Canal TRO          |
| 2016      | La niña                          | Adriana Eslava        | Caracol Televisión |
| 2015      | Lady, la vendedora de rosas      | Lady Tabares          | Canal RCN          |
| 2014      | tortugas ninja '                 | Varios personajes     | Caracol Televisión |
| 2013      | Cumbia ninja                     | Manuela Acuña         | Fox Channel        |
| 2013      | Tres caínes                      | Laura Castaño         | Canal RCN          |
| 2013      | Josefina en la cocina            |                       | Señal Colombia     |
| 2012      | Escobar, el patrón del mal       | Vanessa Reyes         | Caracol Televisión |
| 2010      | El capo                          |                       | Canal RCN          |

## Cine
| Año  | Título     | Personaje             |
| ---- | ---------- | --------------------- |
| 2021 | El paseo 6 | Sara "Sarita" Castaño |